# Château de Banchette
 (novembre 2020).
Si vous disposez d'ouvrages ou d'articles de référence ou si vous connaissez des sites web de qualité traitant du thème abordé ici, merci de compléter l'article en donnant les références utiles à sa vérifiabilité et en les liant à la section « Notes et références ».
 (novembre 2020).
Le château de Banchette (en italien : Castello di Banchette) est un ancien château-fort situé dans le commune de Banchette près d'Ivrée au Piémont en Italie.

## Histoire
Les ruines du château, qui remontent au XIIe siècle, furent restaurées vers le milieu du XIXe siècle par la famille Pinchia. Le bâtiment fut d'abord restauré une seconde fois par Emilio Pinchia, homme politique, écrivain et poète. Les travaux furent menés sous la direction de l'architecte Ottavio Germano, collaborateur du plus célèbre Alfredo d'Andrade.

## Galerie d'images

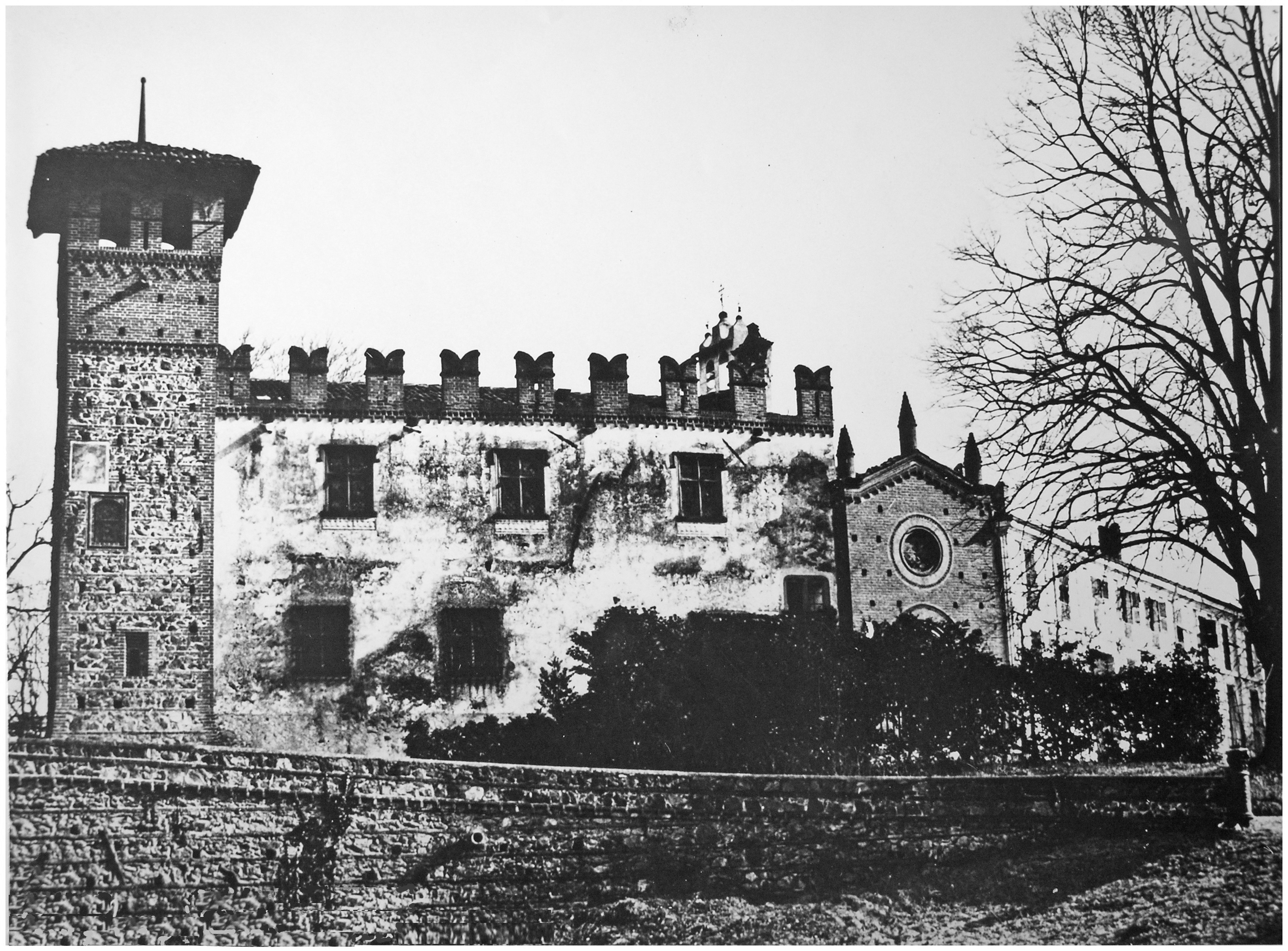
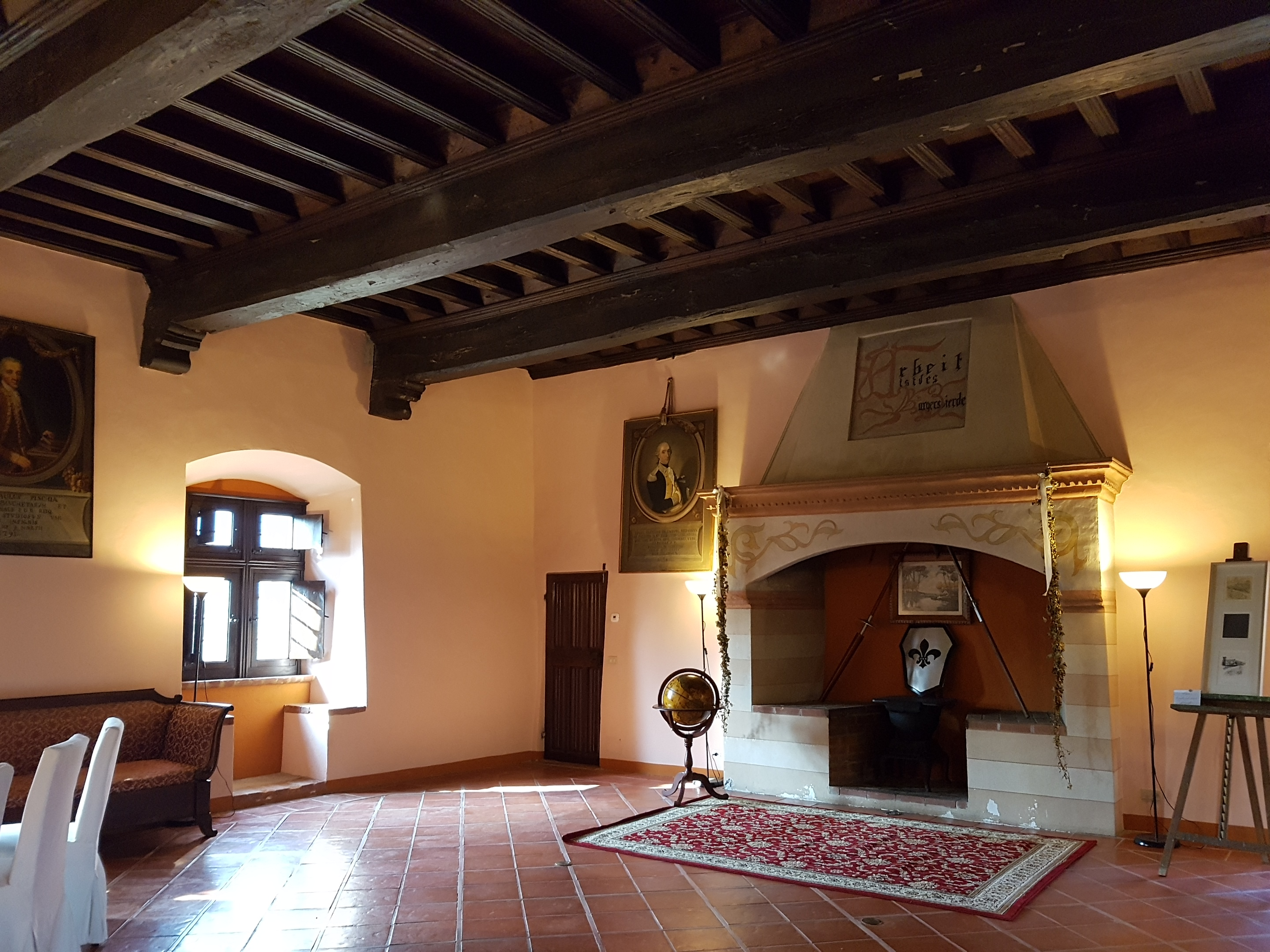
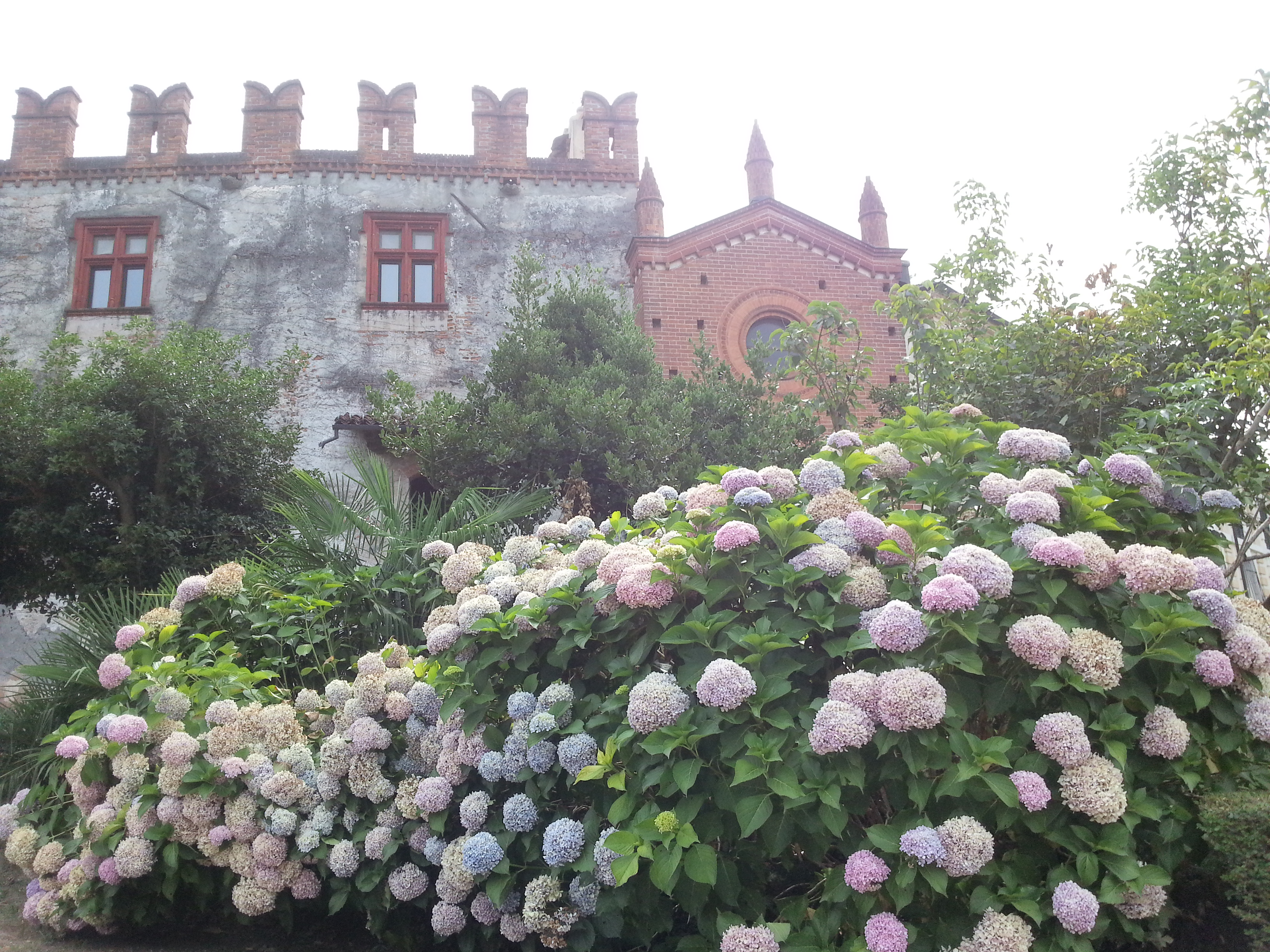
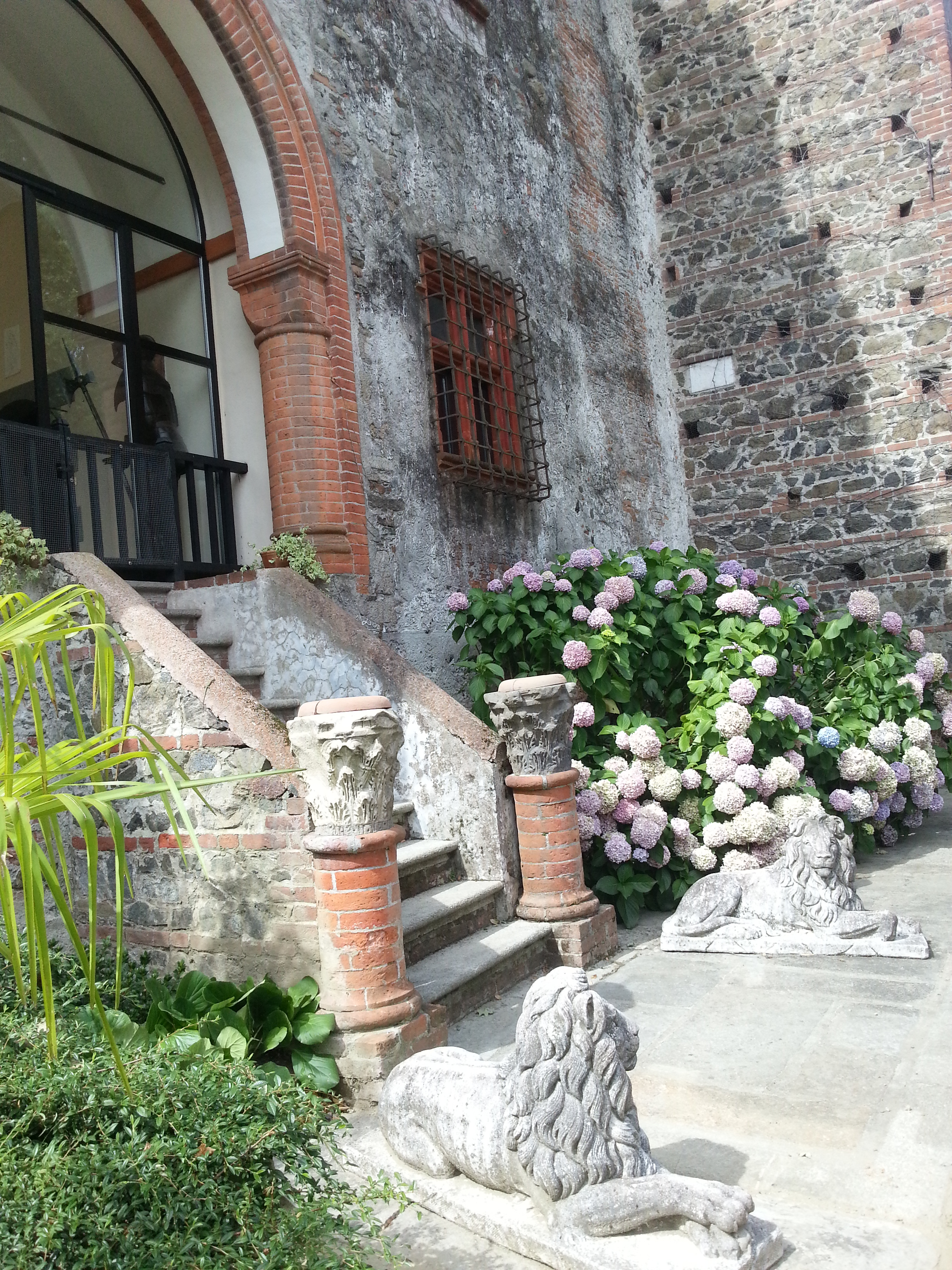